# 1043 км (колійний пост)
1043 кілометр — пасажирський залізничний колійний пост Луганської дирекції Донецької залізниці.
Розташований між смт Южна Ломуватка та Вергулівка, Брянківська міська рада, Луганської області на лінії Дебальцеве — Попасна між станціями Ломуватка (4 км) та Імені Крючкова О.М. (6 км).
Через військову агресію Росії на сході Україні транспортне сполучення припинене.